# Synagoge (Aalten)
De Synagoge van Aalten is sinds 1857 een synagoge aan de Stationsstraat 7 te Aalten, Gelderland. Het gebouw is een gemeentelijk monument.

## Geschiedenis
Eind 17e eeuw is er voor het eerst sprake van joodse inwoners in Aalten. Tot de Franse Tijd bleef het aantal joden beperkt tot vier gezinnen, die in de afgelegen straten van Aalten woonden. In 1767 werd er een synagoge ingericht in een voormalig woonhuis, voor die tijd ging men naar de (huis)synagoge van Bredevoort. Halverwege de 19e eeuw groeide de gemeenschap en werd in 1857 de synagoge aan de Koelmanstegge, de huidige Stationsstraat, in gebruik genomen. In 1900 ging de joodse gemeente van Bredevoort op in die van Aalten. In de loop van de jaren dertig van de 20e eeuw nam het aantal joden in Aalten toe, doordat er vluchtelingen uit Duitsland opgenomen werden. Iets meer dan de helft van de vooroorlogse joodse bevolking overleefde de Tweede Wereldoorlog door onder te duiken, de anderen zijn gedeporteerd naar de vernietigingskampen en daar vermoord. Aaltenaren boden onderdak aan een groot aantal joodse en niet-joodse onderduikers, op het hoogtepunt 2.500 onderduikers op 13.000 inwoners. Zij werden geholpen met het geld dat in de plaatselijke gereformeerde gemeente werd ingezameld. Er zijn tijdens de Tweede Wereldoorlog twee pogingen gedaan om de synagoge in brand te steken. Het interieur van het gebouw werd daarbij vernield, maar de thorarollen en de rituele objecten waren tijdig verborgen en bleven zodoende behouden.
Na de nodige restauraties werd de synagoge in 1986 opnieuw ingewijd. In het jaar 2000 tijdens het 150-jarig bestaan van de synagoge werd een plaquette onthuld, met daarop de namen van alle Aaltense joodse oorlogsslachtoffers. In 2005 werd een nieuwe thorarol in gebruik genomen, in Israël vervaardigd door Josef Giat.

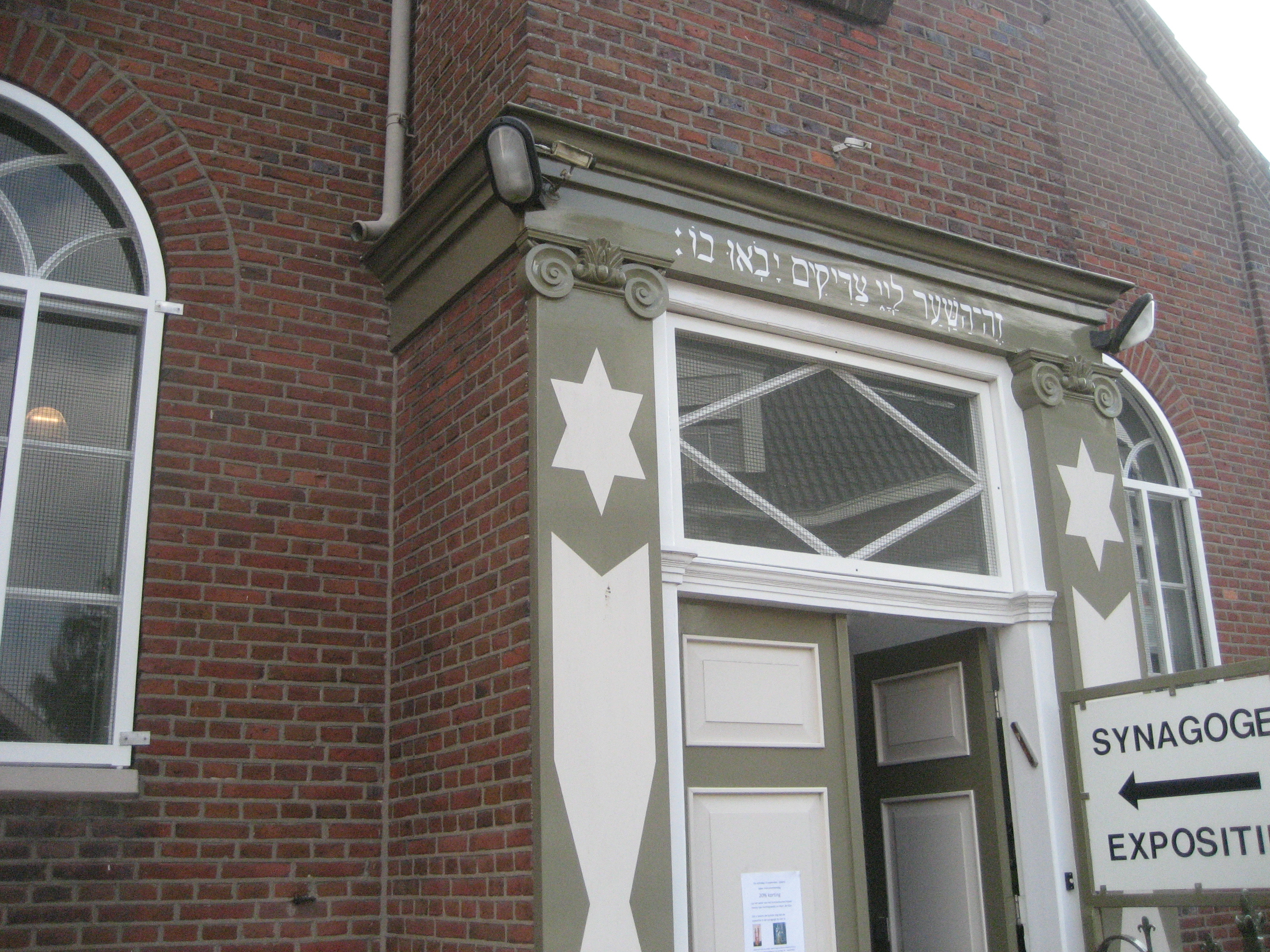
Ingang, met Psalm 118
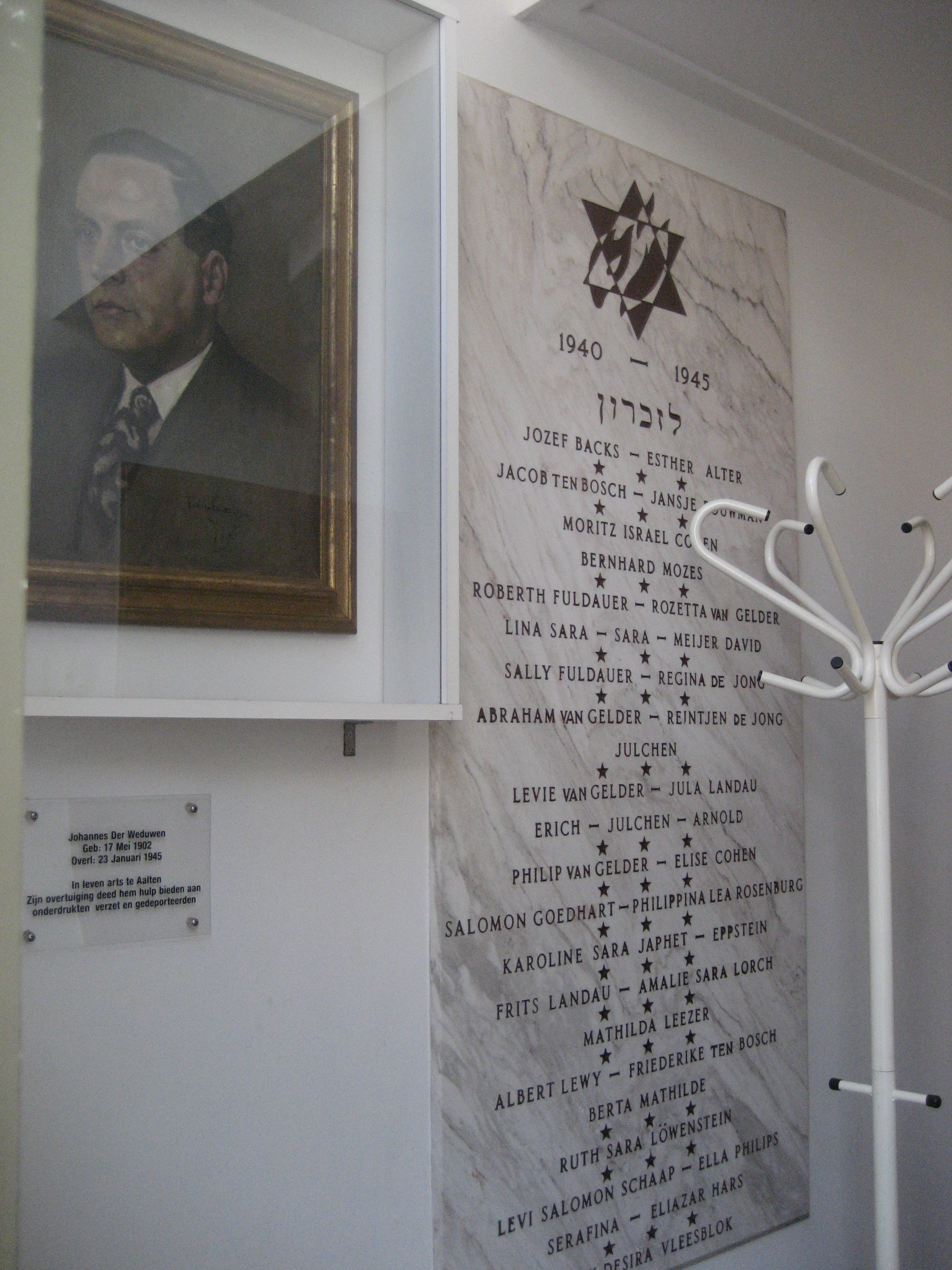
Vermoord 1940-1945
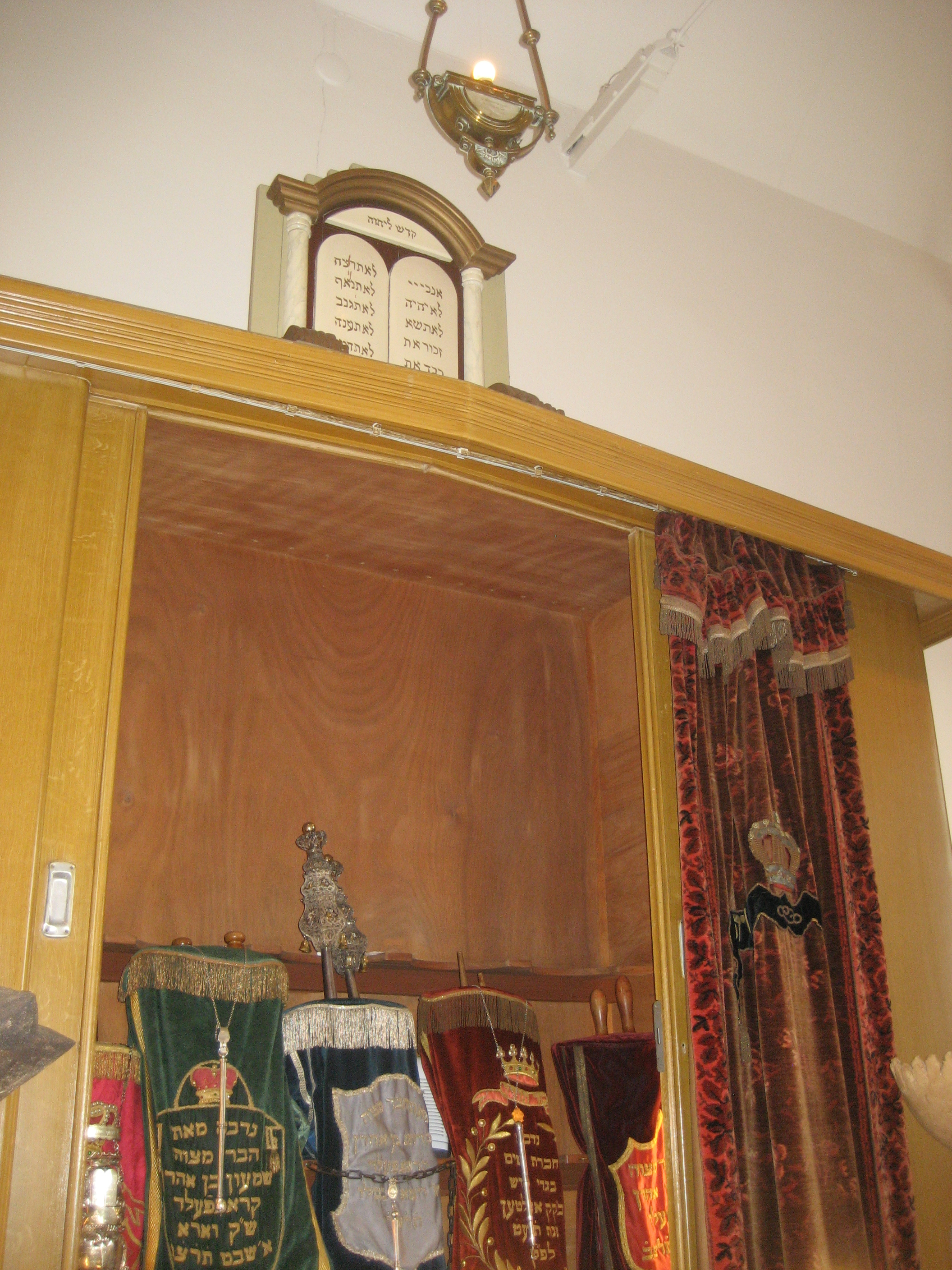
Interieur
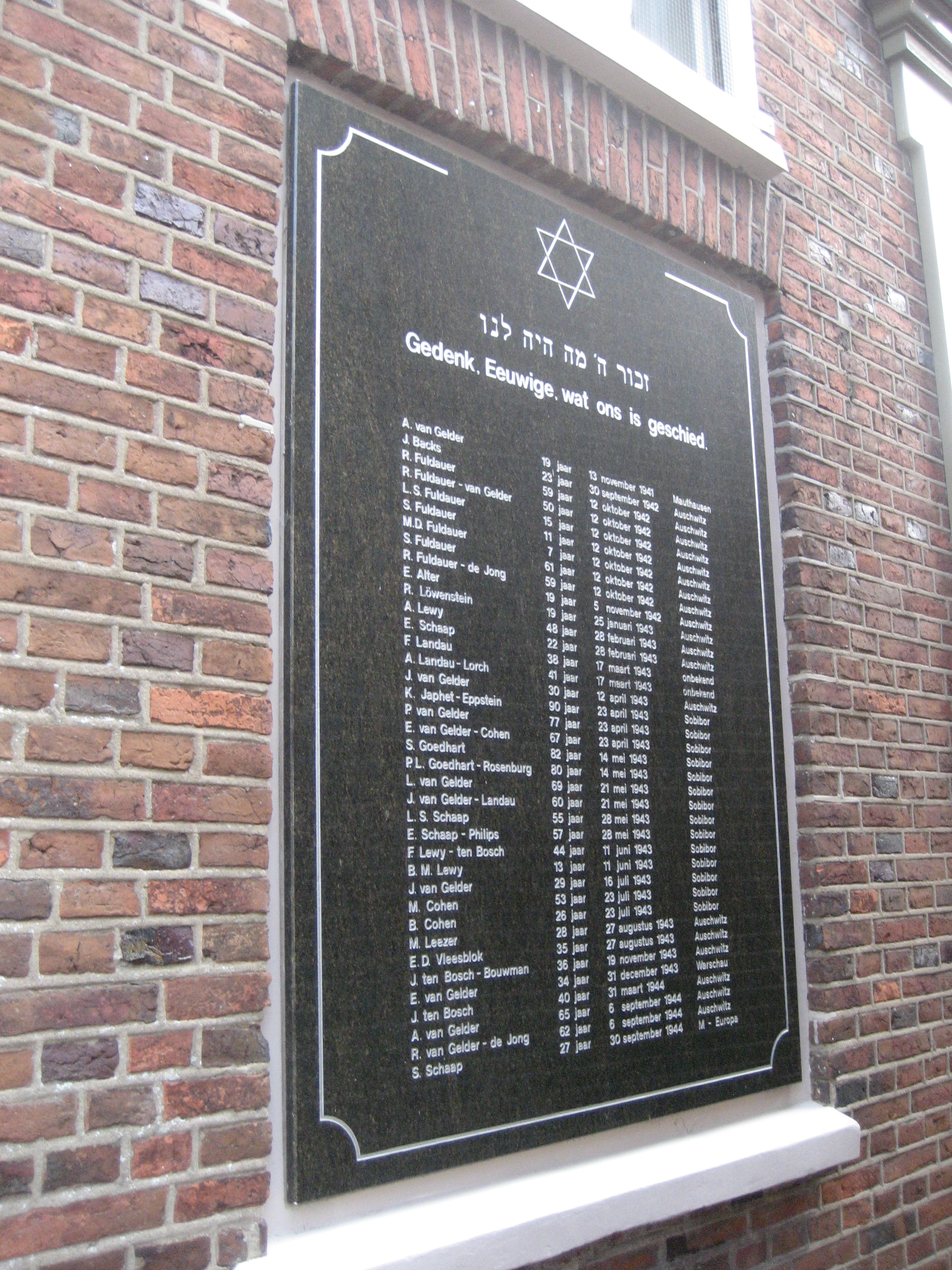
Plaquette